# Лавлейс, Анна, 7-я баронесса Уэнтворт
Анна Лавлейс, 7-я баронесса Уэнтворт (англ. Anne Lovelace, 7th Baroness Wentworth; 29 июля 1623 — 7 мая 1697) — английская аристократка, носила титул баронессы Уэнтворт (с 1686 года).

## Биография
Анна Лавлейс была дочерью Томаса Уэнтворта, 1-й графа Кливленд и его первой жены, леди Анны Крофт.
11 июня 1638 года, в возрасте 15 лет, вышла замуж за Джона Лавлейса, 2-го барон Лавлейс. У супругов было 4 детей: 3 дочери и 1 сын. Их единственный сын Джон (1640—1693) унаследовал титул отца, а также был членом парламента и верным сторонником короля Вильгельма III.
После смерти своей племянницы Генриетты Уэнтворт, умершей в возрасте 25 лет, Анна Лавлейс унаследовала её титул как баронесса Уэнтворт. 
Скончалась 7 мая 1697 года в возрасте 73 лет; её наследницей стала её внучка Марта Джонсон.